# Ecnomoctena
Ecnomoctena is een geslacht van vlinders van de familie slakrupsvlinders (Limacodidae).

## Soorten
- E. brachyopa (Lower, 1897)
- E. hemitoma Turner, 1926
- E. sciobaphes Turner, 1941